# Urodus aphanoptis
Urodus aphanoptis is een vlinder uit de familie van de Urodidae. De wetenschappelijke naam van de soort is voor het eerst geldig gepubliceerd in 1930 door Meyrick.